# نهر ماكدونالد
نهر ماكدونالد (بالإنجليزية: Macdonald River)‏ هو نهر موجود في شمال نيوساوث ويلز منبع المياه لنهر "ناموي" (بالإنجليزية: Namoi)‏. ينبع النهر من شرق قرية "نيانجالا" (بالإنجليزية: Niangala)‏ على المنحدرات الغربية لسلسلة جبال "مونبي" على السهول الشمالية لولاية نيو ساوث ويلز، ثم بعد ذلك يتدفق النهر نحو الشمال الغربي بعد التقائه مع رافده الرئيسي نهر "كوبرابالد" (بالإنجليزية: Cobrabald)‏، قبل أن يمر عبر قرى "وولبروك" (بالإنجليزية: Woolbrook)‏ و"بينديميير" (بالإنجليزية: Bendemeer)‏. النهر يستمر بالسير حتى يصل حديقة "واراباه الوطنية" (بالإنجليزية: Warrabah)‏ حيث يتغير اسمه إلى نهر "ناموي"، الذي يستمر بعد ذلك إلى بلدة مانيلا حيث يلتقي نهر مانيلا.

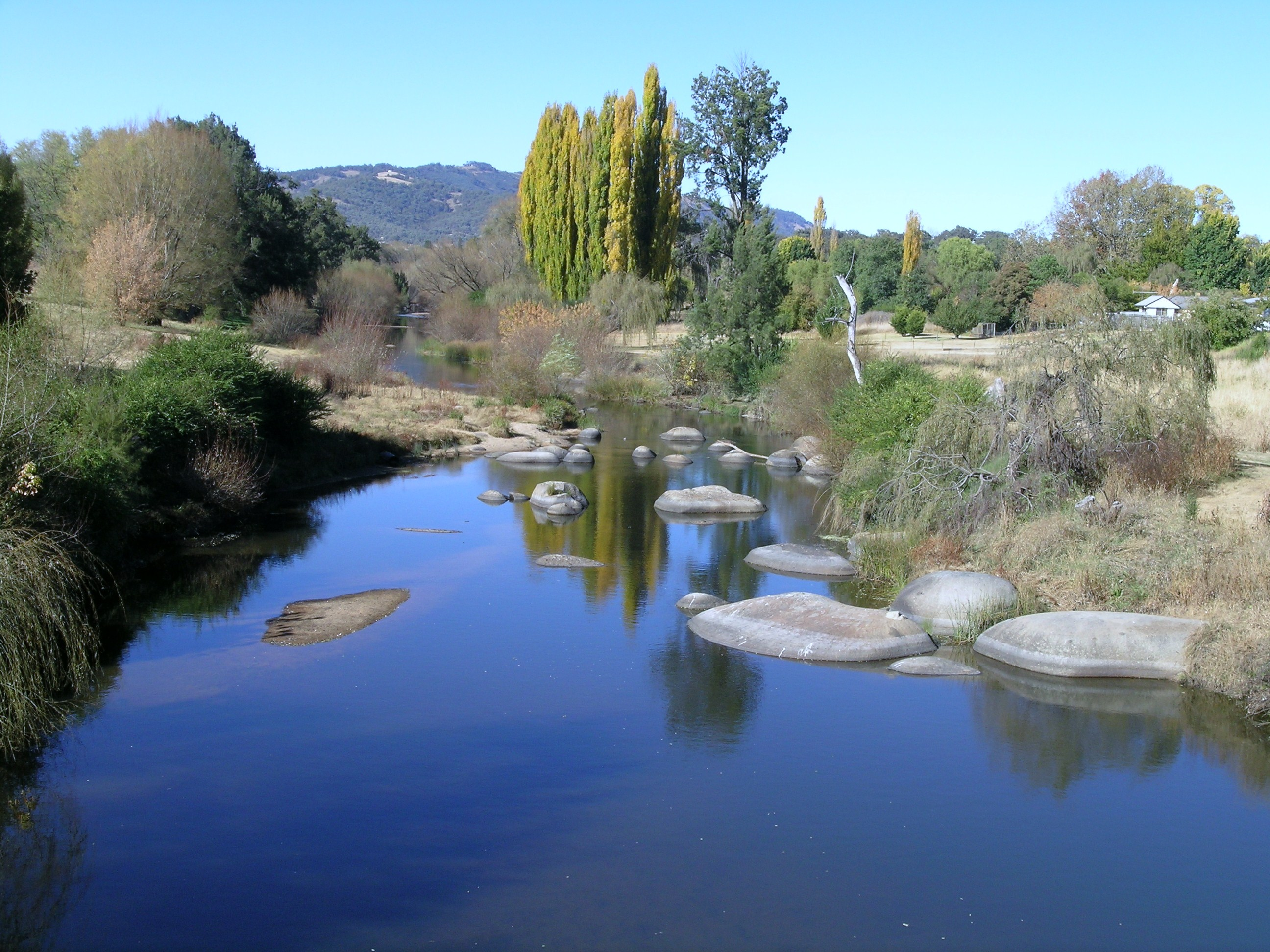
نهر ماكدونالد